# Rocca Costanza
La Rocca Costanza è un edificio con funzioni militari costruito nel XV secolo dagli Sforza, all'epoca signori della città di Pesaro.

## Storia

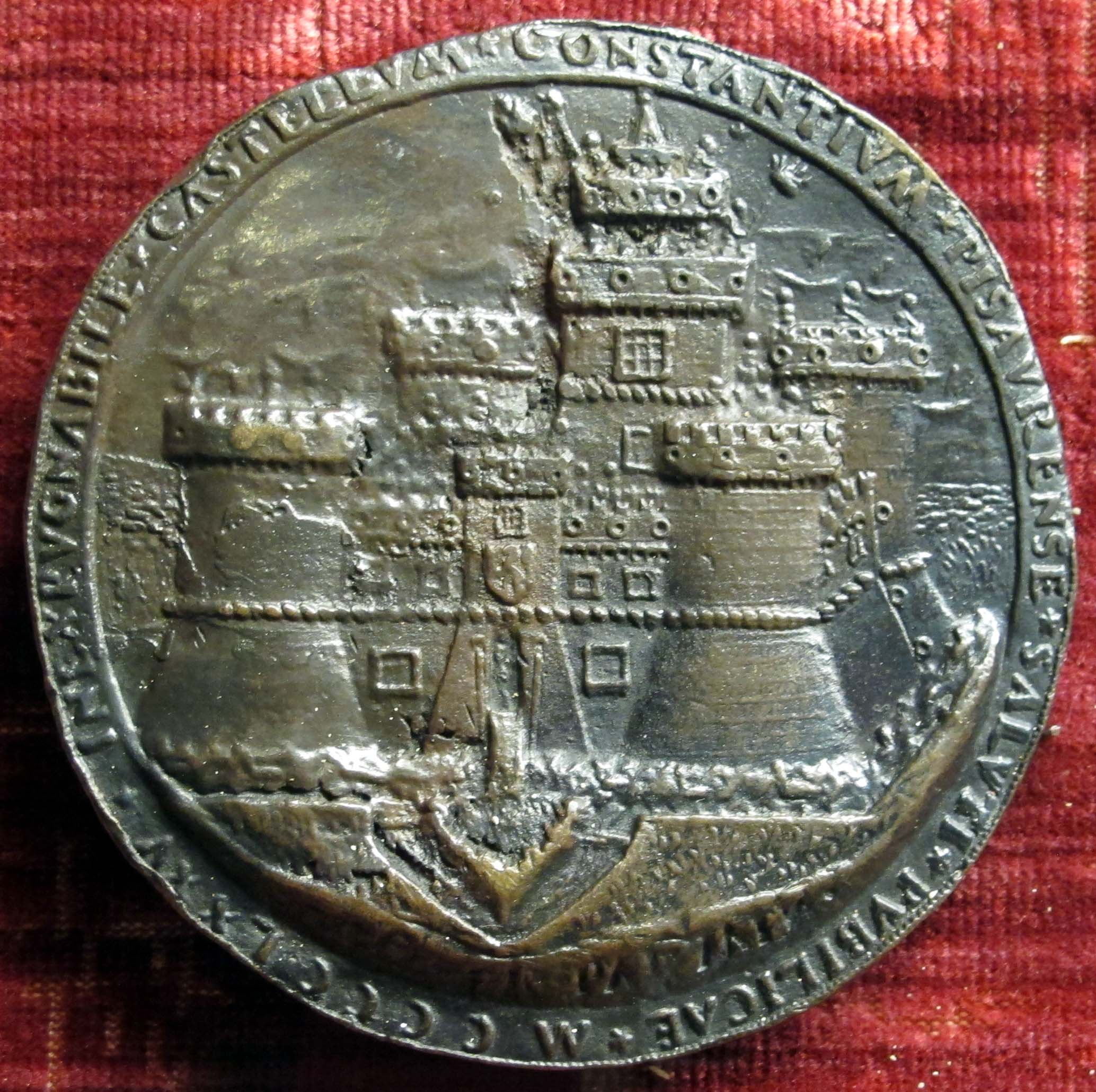
Recto di una medaglia di Costanzo Sforza raffigurante la Rocca, opera di Gianfrancesco Enzola del 1475

La rocca venne commissionata da Costanzo Sforza, signore della città che desiderava completare il sistema difensivo iniziato dal padre Alessandro nei primi anni della signoria sforzesca. 
Il progetto venne affidato inizialmente all’ ingegnere Giorgio Marchesi da Settignano ma dopo pochi mesi passò ad un altro architetto, forse Luciano Laurana, la cui presenza a Pesaro è attestata da un contratto datato 1476 per la fornitura del materiale edilizio destinato proprio alla costruenda rocca. La rocca viene terminata nel 1483 da Cherubino di Giovanni da Milano. 
Nel 1500, per un breve periodo, la città e la rocca passarono sotto il dominio di Cesare Borgia ma nel 1503 il possesso degli Sforza venne ristabilito.

### Sotto lo Stato Pontificio
Nel 1657 il territorio del Ducato e la città passarono allo Stato Pontificio che ne mantenne il possesso fino all'Unità d'Italia.

### Uso civile dopo l'Unità d'Italia
Nel 1864 la struttura venne trasformata in carcere mediante la suddivisione del piano superiore in celle, funzione che svolse fino al 1989.

### Futura sede museale e archivistica
Ristrutturata in varie occasioni, la rocca è di nuovo in cantiere a partire dal 2022 per farne la sede del Museo della Fondazione Dario Fo e Franca Rame e dell'Archivio di Stato.
Nel 2023, l'edificio ospita prevalentemente durante l’estate eventi, festival, concerti, spettacoli di teatro e danza.

## Descrizione
La rocca venne edificata nell'angolo sud-est delle mura di Pesaro, a poca distanza dalla riva del Mare Adriatico ed è oggi circondata da spazi verdi pedonali, da un parcheggio e da un piccolo parco.
Si presenta nella classica struttura a quadrilatero con cortine rettilinee che uniscono i massicci torrioni cilindrici posti ai quattro angoli al cui interno si trovano le scale a chiocciola per l’accesso ai medesimi.

## Galleria d'immagini

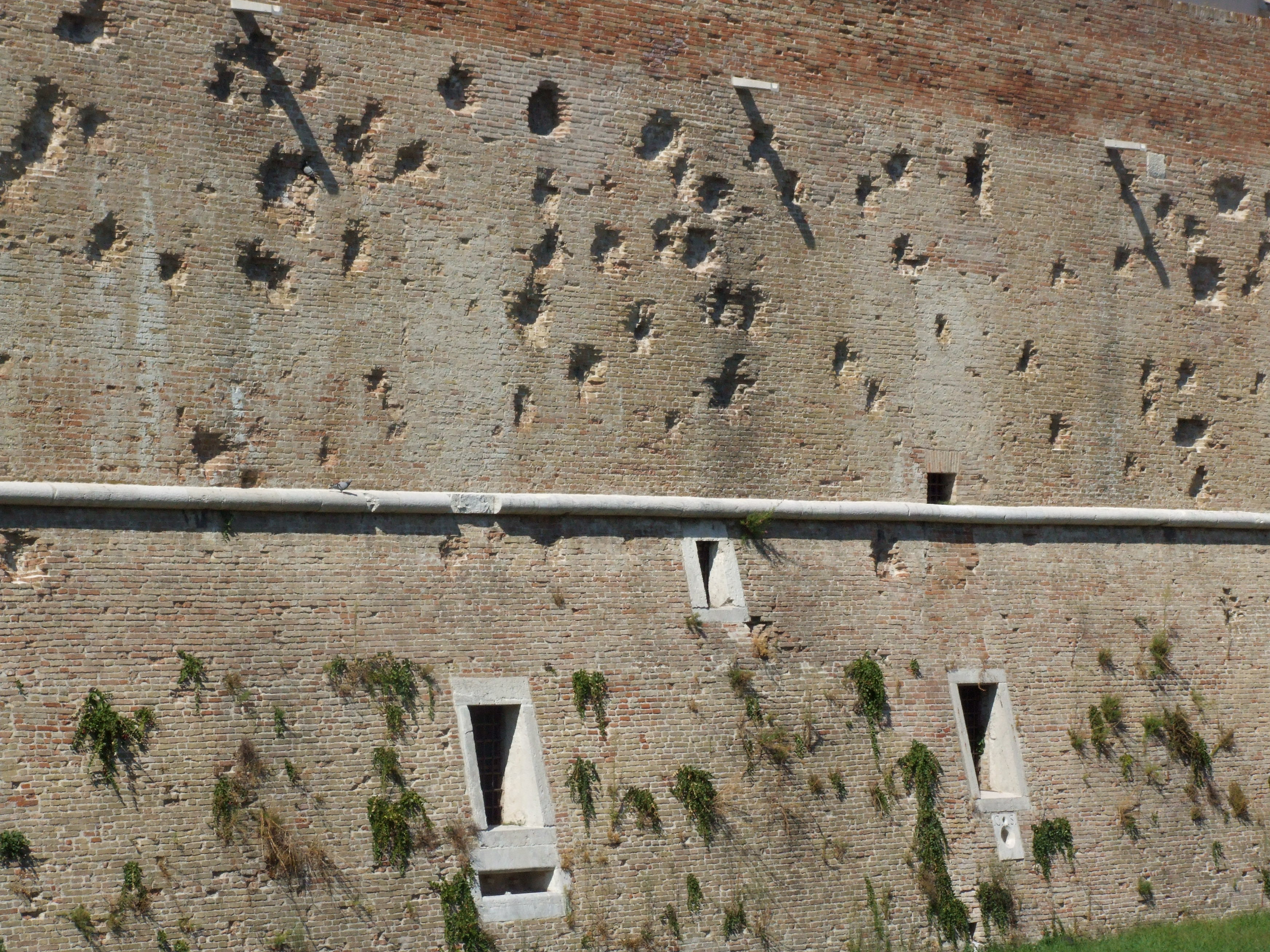
I segni delle munizioni sulle mura
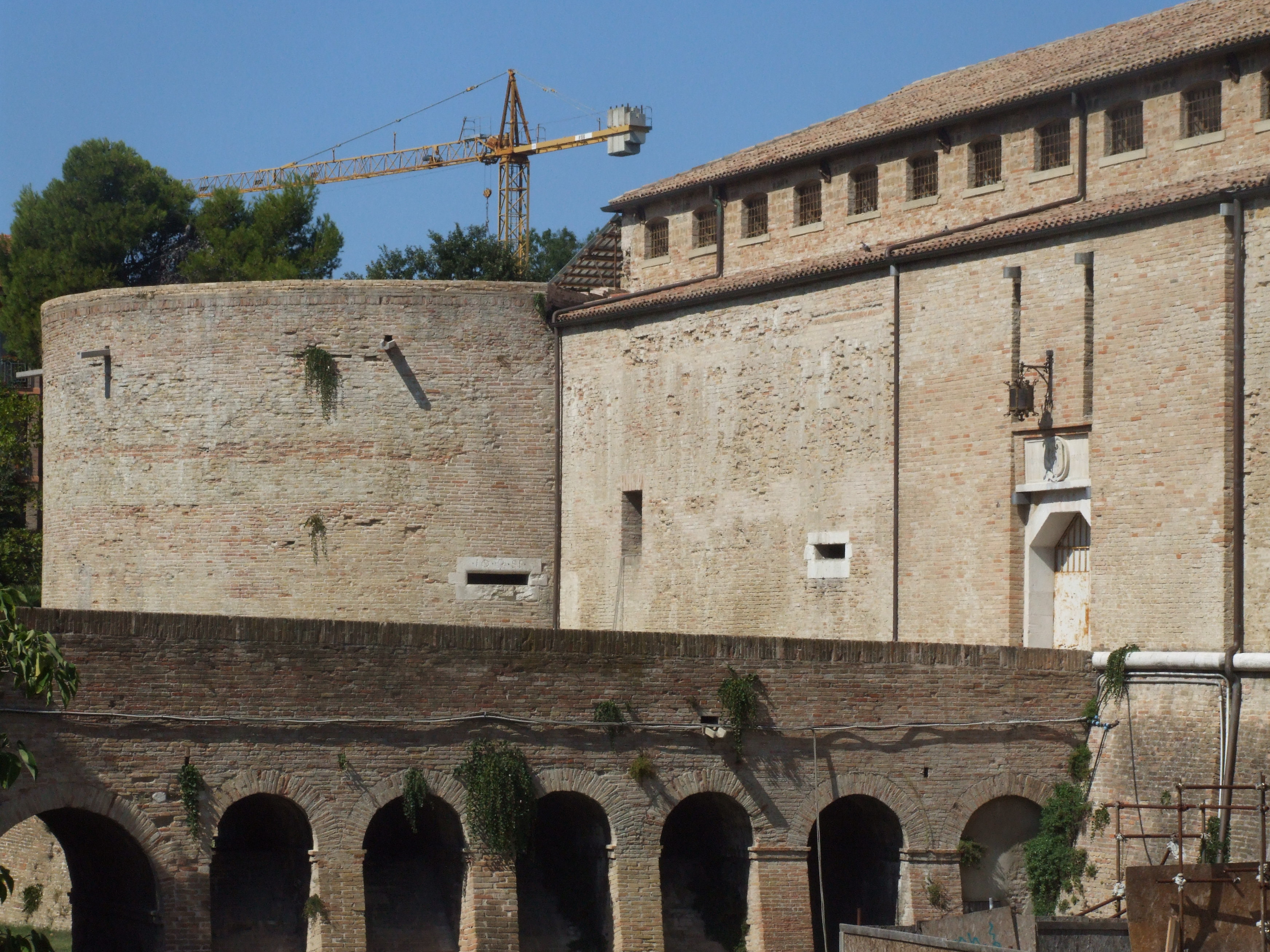
L'ingresso
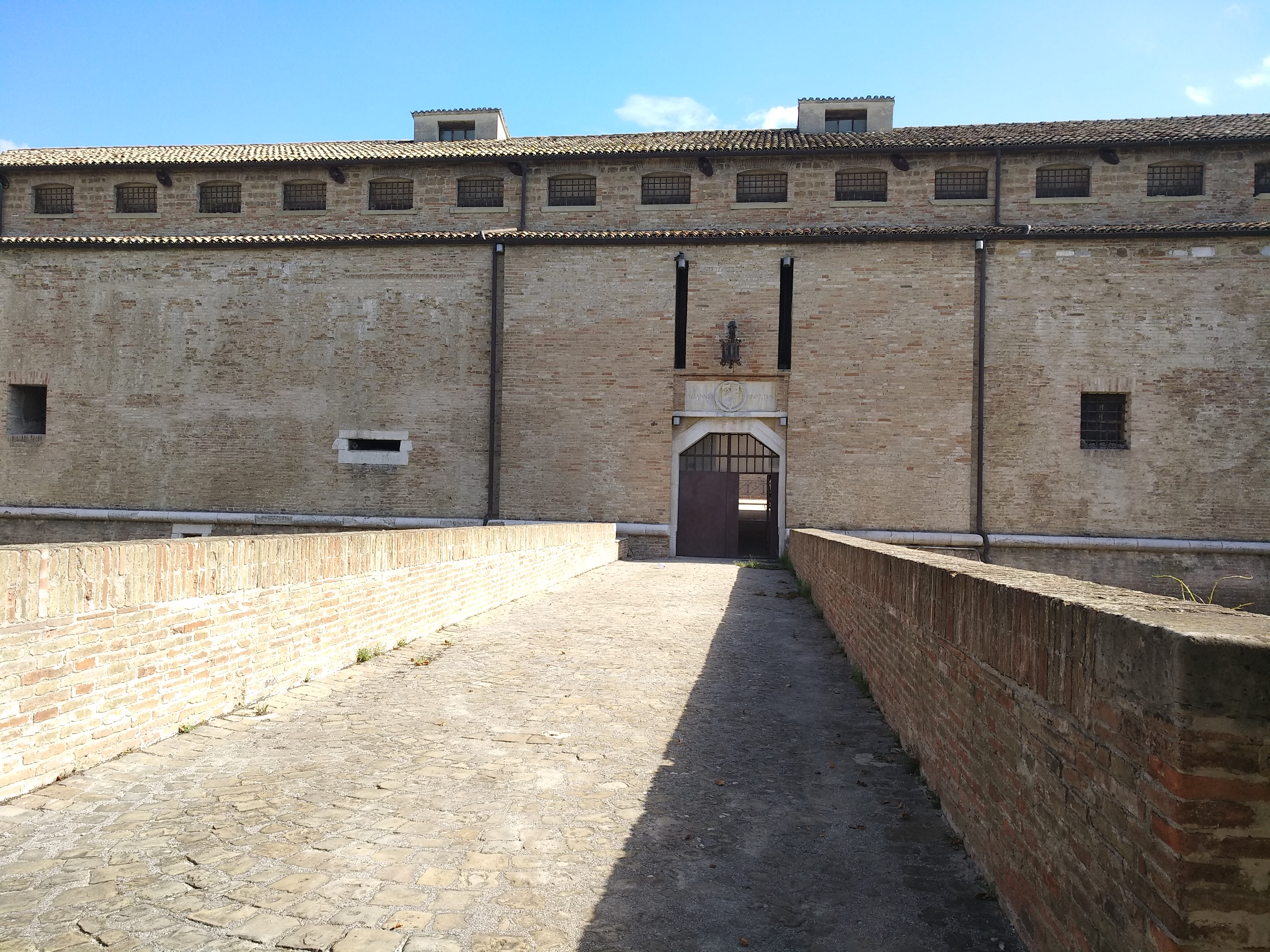
L'ingresso
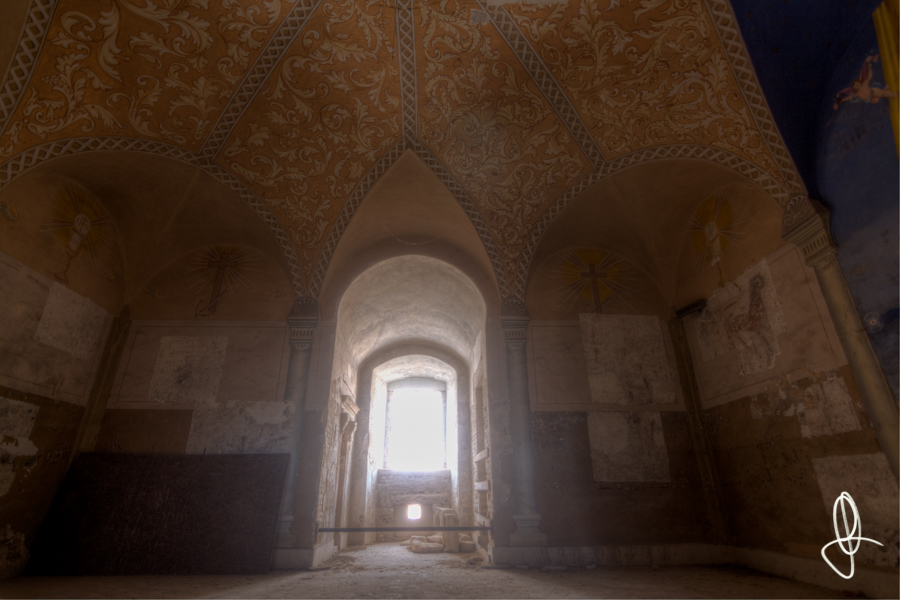
L'interno